# Go-Kameyama
Pour les articles homonymes, voir Go et Kameyama.
L'empereur Go-Kameyama (後亀山天皇, Go-Kameyama Tennō), ca. 1347 – 10 mai 1424) était le 99e empereur du Japon, selon l'ordre reconnu de la succession, et le dernier dirigeant de la Cour du Sud de l'époque Nanboku-chō. Il a régné de 1383 au 21 octobre 1392.
Son nom personnel était Hironari (熙成). Son nom posthume lui a été donné en mémoire de celui de l'empereur Kameyama. On peut en effet traduire le préfixe Go- (後), par « postérieur », ce qui donne donc « Empereur Kameyama postérieur ».

## Généalogie
Go-Kameyama était le second fils de Go-Murakami. Sa mère était Katsuko Fujiwara (藤原勝子, Fujiwara Katsuko). On sait peu de choses sur son impératrice ou ses consorts. Le prince impérial Tsuneatsu (恒敦) est supposé être son fils.

## Biographie
Go-Kameyama devient empereur quand Chōkei abdique en 1383. Le 15 octobre 1392, sur l'insistance de la faction pacifiste, il demande la paix à Yoshimitsu Ashikaga, revient à Kyōto rendre le Trésor impérial, et abdique. Le prétendant du Nord, Go-Komatsu, devient ainsi le seul empereur du Japon.
Selon les conditions du traité de paix, les Cours du Nord et du Sud étaient censées alterner tous les dix ans sur le trône, mais Go-Komatsu ne respecte pas cet accord : il règne durant 20 ans avant d'abdiquer en faveur de son propre fils, et tous les empereurs qui lui ont succédé descendent de lui.
Après son abdication, Go-Kameyama vit en réclusion, avant de retourner à Yoshino en 1410.

## Èresde son règne
(Cour du Sud) :
- Ère Kōwa
- Ère Genchū

(Cour du Nord) :
- Ère Eitoku
- Ère Shitoku
- Ère Kakei
- Ère Kōō

Cour réunifiée :
- Ère Meitoku

## Rival de la Cour du Nord
- Go-Komatsu, qui lui succède en tant qu'empereur légitime.